# Château de Pianisi
Le château de Pianisi (italien : Castello di Pianisi) est situé sur une colline près de la rivière Fortore à Sant'Elia a Pianisi, à environ 33 kilomètres à l'est de la capitale régionale Campobasso.